# Монтень, Мишель де
Мише́ль де Монте́нь (фр. Michel de Montaigne; полное имя — Мише́ль Эке́м де Монте́нь, фр. Michel Eyquem de Montaigne; 28 февраля 1533, Сен-Мишель-де-Монтень, Гиень, Королевство Франция — 13 сентября 1592[…], Сен-Мишель-де-Монтень, Гиень, Королевство Франция) — французский писатель и философ эпохи Возрождения, автор книги «Опыты».

## Биография
Родился в фамильном замке в городе Сен-Мишель-де-Монтень (Дордонь) вблизи Перигё и Бордо. Его отец, участник Итальянских войн Пьер Экем (получивший аристократический титул «де Монтень»), был в своё время мэром Бордо; умер в 1568 году. Мать — Антуанетта де Лопез, по мужской линии из семьи зажиточных арагонских евреев, перешедших в католицизм в начале XV века. Племянница — Жанна де Лестонак, почитается католической церковью как святая. В раннем детстве Мишель воспитывался по либеральной-гуманистической педагогической методике отца: его учитель, немец, совершенно не владел французским языком и говорил с Мишелем исключительно на латыни. Получил прекрасное образование дома, затем окончил колледж и стал юристом.

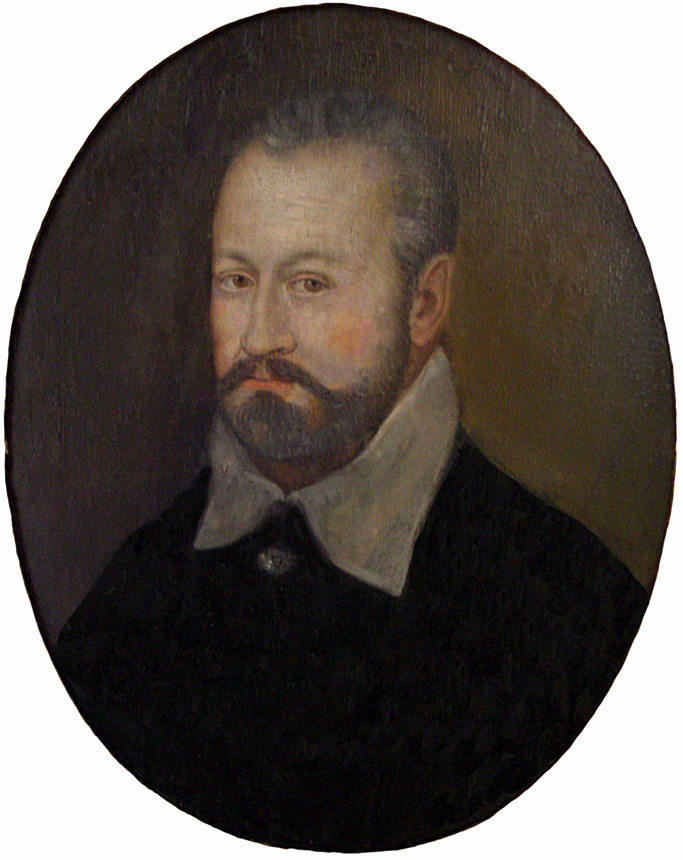
Мишель де Монтень, 1565

В 1565 году Монтень женился, получив солидное приданое. После смерти отца в 1568 году он унаследовал родовое имение Монтень, где и поселился в 1571 году, продав свою судейскую должность и выйдя в отставку. В это же время он стал кавалером Ордена Святого Михаила. В 1572 году, в возрасте 38 лет Монтень начинает писать свои «Опыты» (первые две книги опубликованы в 1580 году). Его близким другом был философ Этьен де ла Боэси, автор «Рассуждений о добровольном рабстве», некоторые части из которых Монтень включил в свои «Опыты».
В 1580—1581 годах писатель путешествовал по Швейцарии, Германии, Австрии и Италии. Впечатления от этого путешествия отражены в дневнике, опубликованном только в 1774 году.
В «Опытах» Монтень сообщает о себе, что дважды был мэром Бордо. По-видимому, это было после путешествия 1580—1581 годов («Горожане Бордо избрали меня мэром их города, когда я был далеко от Франции и ещё дальше от мысли об этом»).
Во время религиозных (гугенотских) войн занимал умеренную позицию, стремился к примирению враждующих сторон; 10 июля 1588 года был арестован сторонниками Католической лиги, провёл один день в Бастилии; отпущен благодаря вмешательству Екатерины Медичи. В 1590 году отклонил предложение Генриха IV (с которым ранее вёл переписку) стать его советником.
Писатель умер в замке Монтень 13 сентября 1592 года во время мессы. 11 марта 1886 года останки Монтеня были перезахоронены в здании Бордоского университета.

## «Опыты»
Шекспир полон реминисценций из Монтеня, Паскаль и Декарт спорили с ним, Вольтер его защищал; о нём писали, на него ссылались полемически или одобрительно, Бэкон, Гассенди, Мальбранш, Боссюэ, Бейль, Монтескьё, Дидро, Руссо, Ламетри, Пушкин, Герцен, Толстой.

### История публикации

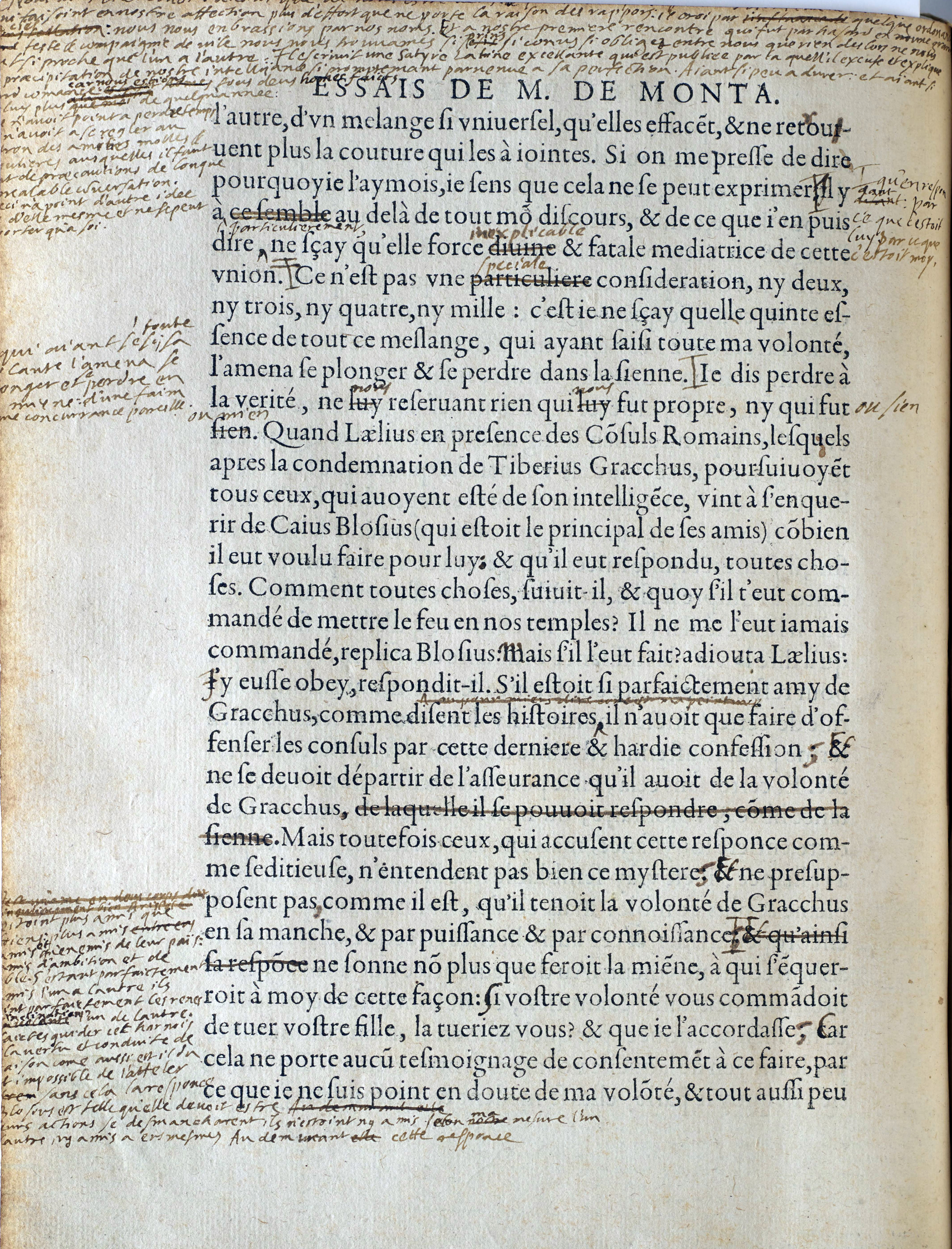
Страница из «Бордоского экземпляра» с правкой Монтеня

Работа над книгой началась в 1570 году. Первое издание вышло в 1580 году в Бордо (в двух томах); второе — в 1582 (с коррективами автора). Опубликованный впервые в 1954—1960 годах русский перевод «Опытов» (он впоследствии неоднократно переиздавался) был выполнен на основе издания А. Арменго (1924—1927), воспроизводящего так называемый «бордоский экземпляр» «Опытов» (издание 1588 года — четвёртое по счёту — с рукописными коррективами автора). Между тем во Франции наряду с этой издательской традицией существует и иная (вариант текста, подготовленный после кончины писателя в 1595 году Мари де Гурнон). Именно последний был положен в основу подготовленного исследовательским коллективом во главе с Жаном Бальзамо и выпущенного в серии «Плеяда» в 2007 году издания «Опытов».

### Жанр
Книга Монтеня, написанная как бы «скуки ради», отличается крайней прихотливостью построения. Никакого чёткого плана не наблюдается, изложение подчиняется прихотливым извивам мысли, многочисленные цитаты чередуются и переплетаются с житейскими наблюдениями. Совсем короткие главы чередуются с пространными; самая большая глава «Опытов» — обладающая вполне самостоятельной ценностью «Апология испанского богослова Раймунда Сабундского». Поначалу книга напоминала компиляцию античной учёности наподобие «Аттических ночей» Геллия, но затем обрела своё неповторимое лицо. Монтень — родоначальник жанра эссе, которому было суждено большое литературное будущее. Само слово «эссе» (с фр. essais — «опыты, попытки») в его современном значении обязано своим происхождением Монтеню.

### Философия Монтеня

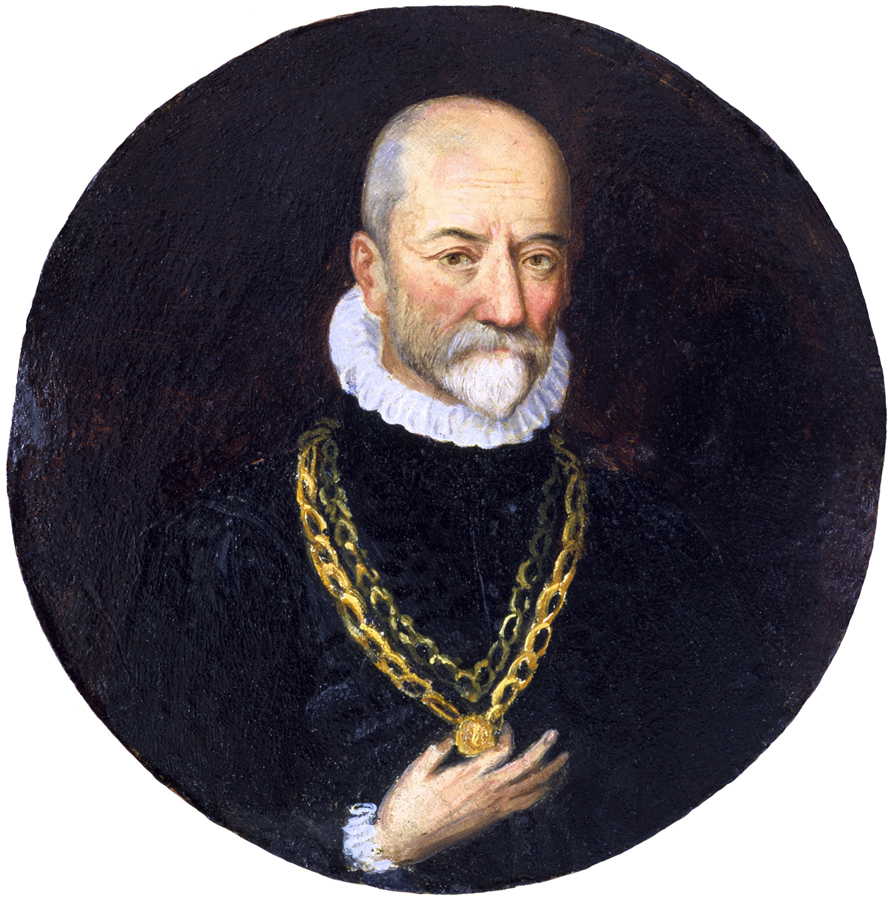
Мишель де Монтень, 1590

«Опыты» Монтеня — это ряд самопризнаний, вытекающих преимущественно из наблюдений над самим собой, вместе с размышлениями над природой человеческого духа вообще. По словам писателя, всякий человек отражает в себе человечество; он выбрал себя, как одного из представителей рода, и изучил самым тщательным образом все свои душевные движения. Его философскую позицию можно обозначить как скептицизм, но скептицизм совершенно особого характера.
Скептицизм Монтеня — нечто среднее между скептицизмом жизненным, который есть результат горького житейского опыта и разочарования в людях, и скептицизмом философским, в основе которого лежит глубокое убеждение в недостоверности человеческого познания. Разносторонность, душевное равновесие и здравый смысл спасают его от крайностей того и другого направления. Признавая эгоизм главной причиной человеческих действий, Монтень не возмущается этим, находит это вполне естественным и даже необходимым для человеческого счастья, потому что если человек будет принимать интересы других так же близко к сердцу, как свои собственные, то ему будут недоступны счастье и душевное спокойствие. Он критикует человеческую гордость, доказывая, что человек не может познать абсолютной истины, что все истины, признаваемые нами абсолютными, не более как относительные.
Основной чертой морали Монтеня было стремление к счастью. Тут на него оказали громадное влияние Эпикур и особенно Сенека и Плутарх.
Учение стоиков помогло ему выработать то нравственное равновесие, ту философскую ясность духа, которую стоики считали главным условием человеческого счастья. По мнению Монтеня, человек существует не для того, чтобы создавать себе нравственные идеалы и стараться к ним приблизиться, а для того, чтобы быть счастливым.

Одного философа, который был застигнут в момент любовного акта, спросили, что он делает. «Порождаю человека» — ответил он весьма хладнокровно, нисколько не покраснев, как если бы его застали за посадкой чеснока.
— «Апология Раймунда Сабундского»
Считая, подобно Эпикуру, достижение счастья естественной целью человеческой жизни, он ценил нравственный долг и самую добродетель настолько, насколько они не противоречили этой цели; всякое насилие над своей природой во имя отвлечённой идеи долга казалось ему бесплодным. «Я живу со дня на день и, говоря по совести, живу только для самого себя». Сообразно этому взгляду, Монтень считает самыми важными обязанностями человека обязанности по отношению к самому себе; они исчерпываются словами Платона, приводимыми Монтенем: «Делай своё дело и познай самого себя».
Последний долг, по мнению Монтеня, самый важный, ибо, чтобы делать успешно своё дело, нужно изучить свой характер, свои наклонности, размеры своих сил и способностей, силу воли, словом — изучить самого себя. Человек должен воспитывать себя для счастья, стараясь выработать состояние духа, при котором счастье чувствуется сильнее, а несчастье — слабее. Рассмотрев несчастья неизбежные и объективные (физическое уродство, слепота, смерть близких людей и т. п.) и несчастья субъективные (оскорблённое самолюбие, жажда славы, почестей и т. п.), Монтень утверждает, что долг человека перед самим собой — бороться по возможности против тех и других.
К несчастьям неизбежным разумней относиться с покорностью, стараться поскорее свыкнуться с ними (заменить неисправность одного органа усиленной деятельностью другого и т. д). Что касается несчастий субъективных, то от нас самих в большой степени зависит ослабить их остроту, взглянув с философской точки зрения на славу, почести, богатство и пр. За обязанностями человека по отношению к самому себе следуют обязанности по отношению к другим людям и обществу.
Принцип, которым должны регулироваться эти отношения, есть принцип справедливости; каждому человеку нужно воздавать по заслугам, ибо так в конечном счёте проявляют справедливость и к самому себе. Справедливость по отношению к жене состоит в том, чтобы относиться к ней если не с любовью, то хотя бы с уважением; к детям — чтобы заботиться об их здоровье и воспитании; к друзьям — чтобы отвечать дружбой на их дружбу. Первый долг человека по отношению к государству — уважение к существующему порядку. Это не подразумевает примирения со всеми его недостатками, но существующее правительство всегда предпочтительней смены власти, ибо нельзя поручиться, что новый режим даст больше счастья или даже не окажется ещё хуже.

### Политика и педагогика
Как в сфере нравственной Монтень не выставляет никаких идеалов, так точно не видит он их и в сфере политической. Желать изменения существующего порядка из-за заключающихся в нём — и зачастую неизбежных — пороков, значило бы, по мнению Монтеня, лечить болезнь смертью. Будучи врагом всяких новшеств, потому что они, потрясая общественный порядок, нарушают спокойное течение жизни и мешают человеку наслаждаться ею, Монтень — и по природе, и по убеждениям человек очень терпимый — сильно недолюбливал гугенотов, видя в них зачинщиков междоусобной войны и общественной неурядицы.
Если в своих политических убеждениях Монтень порой чересчур консервативен, то в своей педагогической теории он выступает смелым новатором. Во главе её он ставит принцип как можно более разностороннего развития. По мнению Монтеня, цель воспитания состоит в том, чтобы сделать из ребёнка не специалиста-священника, юриста или доктора, но прежде всего личность, с развитым умом, твёрдой волей и благородным характером; человека, который умел бы наслаждаться жизнью и стойко переносить выпадающие на его долю несчастья. Этот отдел «Опытов» Монтеня оказал влияние на значительную часть последующей педагогики. Отголоски его идей можно найти в педагогических трактатах Яна Амоса Коменского и Джона Локка, в «Эмиле» Руссо, а также в статье Николая Пирогова «Вопросы жизни».

## Развивающее обучение
Подвергая сомнению различные обычаи и взгляды современного ему общества, Монтень высказывался против суровой дисциплины средневековых школ, за внимательное отношение к детям. Воспитание по Монтеню должно способствовать развитию всех сторон личности ребёнка, теоретическое образование должно дополняться физическими упражнениями, выработкой эстетического вкуса, воспитанием нравственных качеств.
Многие мысли Монтеня были восприняты педагогами XVII—XVIII веков. Так, идея приоритета нравственного воспитания перед образованием подробно развита Локком, а высокая оценка воспитательного влияния сельской среды и отказ от принуждения в обучении явились своего рода основой теории естественного воспитания Руссо. Главной идеей в теории развивающего обучения по Монтеню является то, что развивающее обучение немыслимо без установления гуманных отношений к детям. Для этого обучение должно осуществляться без наказаний, без принуждения и насилия. Он считает, что развивающее обучение возможно только при индивидуализации обучения. В своей книге «Опыты» в главе «О воспитании детей» Монтень пишет:

Я хотел бы, чтобы воспитатель с самого начала, сообразуясь с душевными склонностями доверенного ему ребёнка, предоставил ему возможность свободно проявлять эти склонности, предлагая ему изведать вкус разных вещей, выбирать между ними и различать их самостоятельно, иногда указывая ему путь, иногда, напротив, позволяя отыскивать дорогу ему самому. Я не хочу, чтобы наставник один всё решал и только один говорил; я хочу чтобы он тоже слушал своего питомца.

Здесь Монтень следует Сократу, который, как известно, сначала заставлял говорить учеников, а затем уже говорил сам:

Пусть учитель спрашивает с ученика не только слова затвержённого урока, но и смысл и самую суть его, и судить о пользе, которую он принёс, не по показаниям памяти своего питомца, а по его жизни. И пусть, объясняя что-либо ученику, он покажет ему это с сотни разных сторон и применит к множеству различных предметов, чтобы проверить, понял ли ученик как следует и в какой мере усвоил это.

Пусть его душе будет привита благородная любознательность; пусть он осведомляется обо всём без исключения; пусть осматривает всё примечательное, что только ему не встретится, будь то какое-нибудь здание, фонтан, человек, поле битвы, происходящей в древности, места, по которым проходили Цезарь или Карл Великий.

После того как юноше разъяснят, что же, собственно, ему нужно, чтобы сделаться лучше и разумнее, следует ознакомить его с основами логики, физики, геометрии и риторики; и, какую бы из этих наук он ни выбрал, — раз его ум к этому времени будет уже развит, он быстро достигнет в ней успехов. Преподавать ему должны то путём собеседования, то с помощью книг; иной раз наставник просто укажет ему подходящего для этой цели автора, а иной раз он изложит содержание и сущность книги в совершенно разжёванном виде.

В этом заключаются основы педагогической теории Мишеля Монтеня.

## Память
- Имя Мишеля Монтеня носит улица в VIII округе Парижа.
- Имя Мишеля Монтеня носит с 1990 года Университет Бордо III.
- Во французской элитарной Национальной школе администрации по традиции каждому выпуску присваивается имя выдающегося деятеля прошлого. Выпуску 1988 года было присвоено имя Мишеля Монтеня.
- В честь Мишеля Монтеня неоднократно выпускались почтовые марки: во Франции в 1943 году, в Монако в 1980 (к 400-летию «Опытов») и 1996 годах[11].
- В 2012 году Парижский монетный двор выпустил памятную монету номиналом 10 евро в серии «Евро регионов», посвящённую Аквитании и несущую изображение и цитату из Мишеля Монтеня («Mon métier et mon art, c’est vivre» — «Жизнь — вот моё занятие и моё искусство»)[12].
- Труд Мишеля Монтеня «Опыты» включён в том 25 издаваемой с 1952 года в США серии «Великие книги западной цивилизации».

## Переводы сочинений на русский язык
- Первый (частичный) русский перевод «Опытов» был выполнен С. С. Волчковым в 1762 году[6].
- Монтень, Мишель. Опыты. В 3-х т. / Пер. с франц. А. С. Бобовича, вступит. статьи Ф. А. Коган-Бернштейн и М. П. Баскина. — М.—Л.: Издательство Академии наук СССР, 1954—1960. — (Литературные памятники). — 4000 экз.
- Монтень, Мишель. Опыты. В трех книгах. Второе издание. (Литературные памятники) / Издание подготовили А. С. Бобович, Ф. А. Коган-Бернштейн, Н. Я. Рыкова, А. А. Смирнов. — М.: Наука. Книги первая и вторая. 1980. — 704 с.; Книга третья, 1979. — 536 с. — 200000 экз.
- Монтень, Мишель. Опыты. Избранные главы / Пер. с франц. Г. К. Косикова, примеч. Н. С. Мавлевич. — М.: Правда, 1991. — 656 с. — 300 000 экз. — ISBN 5-253-00135-2.
- Монтень, Мишель. Путевой дневник. Путешествие Мишеля де Монтеня в Германию и Италию / Пер. с франц. Л. Ефимова. — СПб. : ООО «Редакционно-издательский центр „Культ-информ-пресс“», 2020. — 464 с. — 1000 экз. — ISBN 978-5-8392-0778-3